# Antonie Traun
Antonie Wilhelmine Traun (geboren am 6. Dezember 1850 in Hamburg als Antonie Westphal; gestorben am 28. Oktober 1924 ebenda) war eine deutsche Philanthropin, Frauenrechtlerin und Sozialreformerin.

## Leben

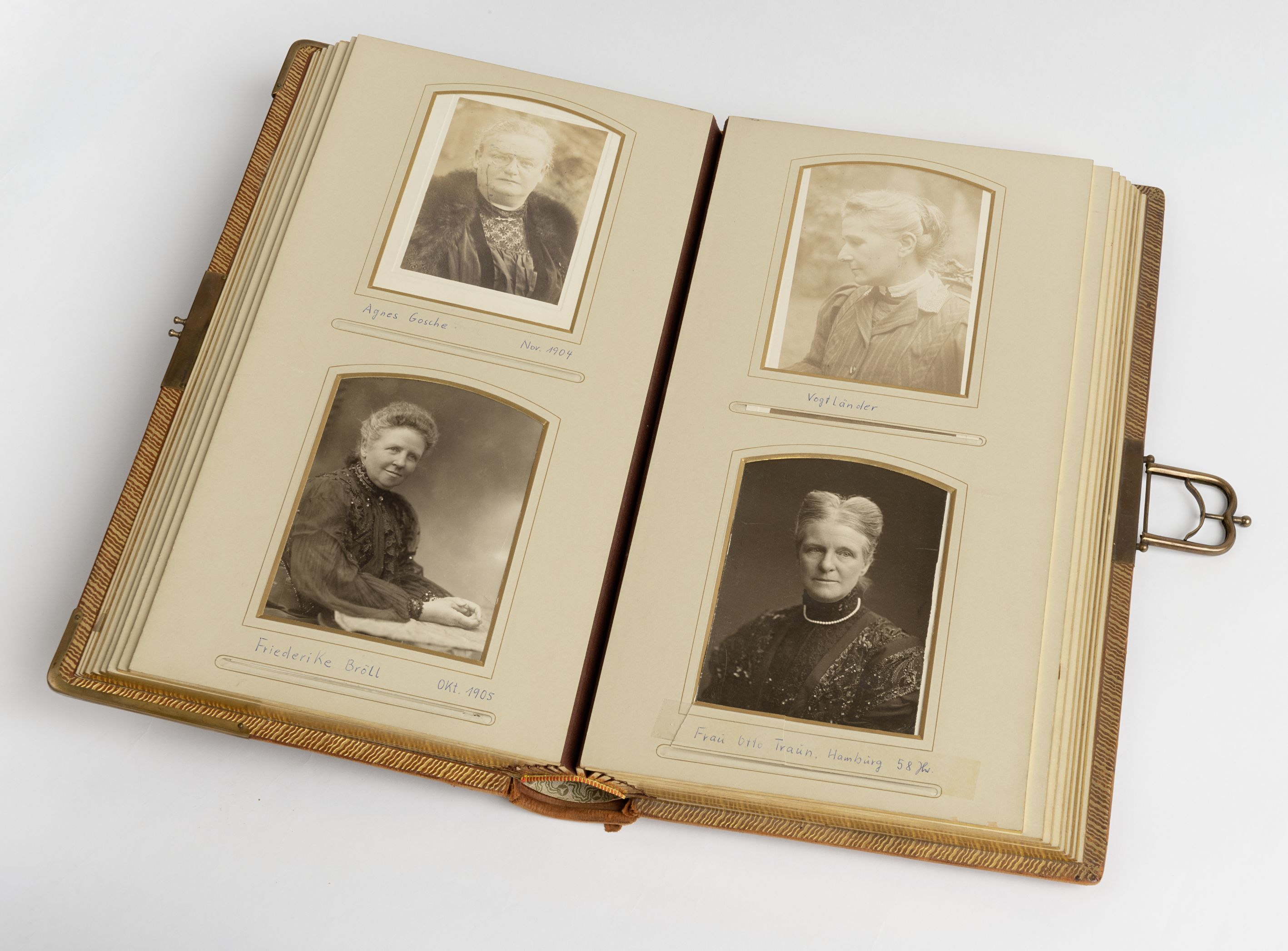
Prunkalbum des Allgemeinen Deutschen Frauenvereins mit Fotografien der Hauptaktivistinnen (um 1900), unten rechts Antonie Traun

Antonie Westphal war die Tochter von Carl Wilhelm Ludwig Westphal, einem Hamburger Kaufmann. Ihr jüngerer Bruder war Otto Eduard Westphal, der später den väterlichen Teehandel übernahm und Hamburger Senator wurde. Ihr Bruder Eduard Wilhelm Westphal war Rechtsanwalt und Mitglied der Hamburgischen Bürgerschaft. Sie hatte drei weitere Geschwister.

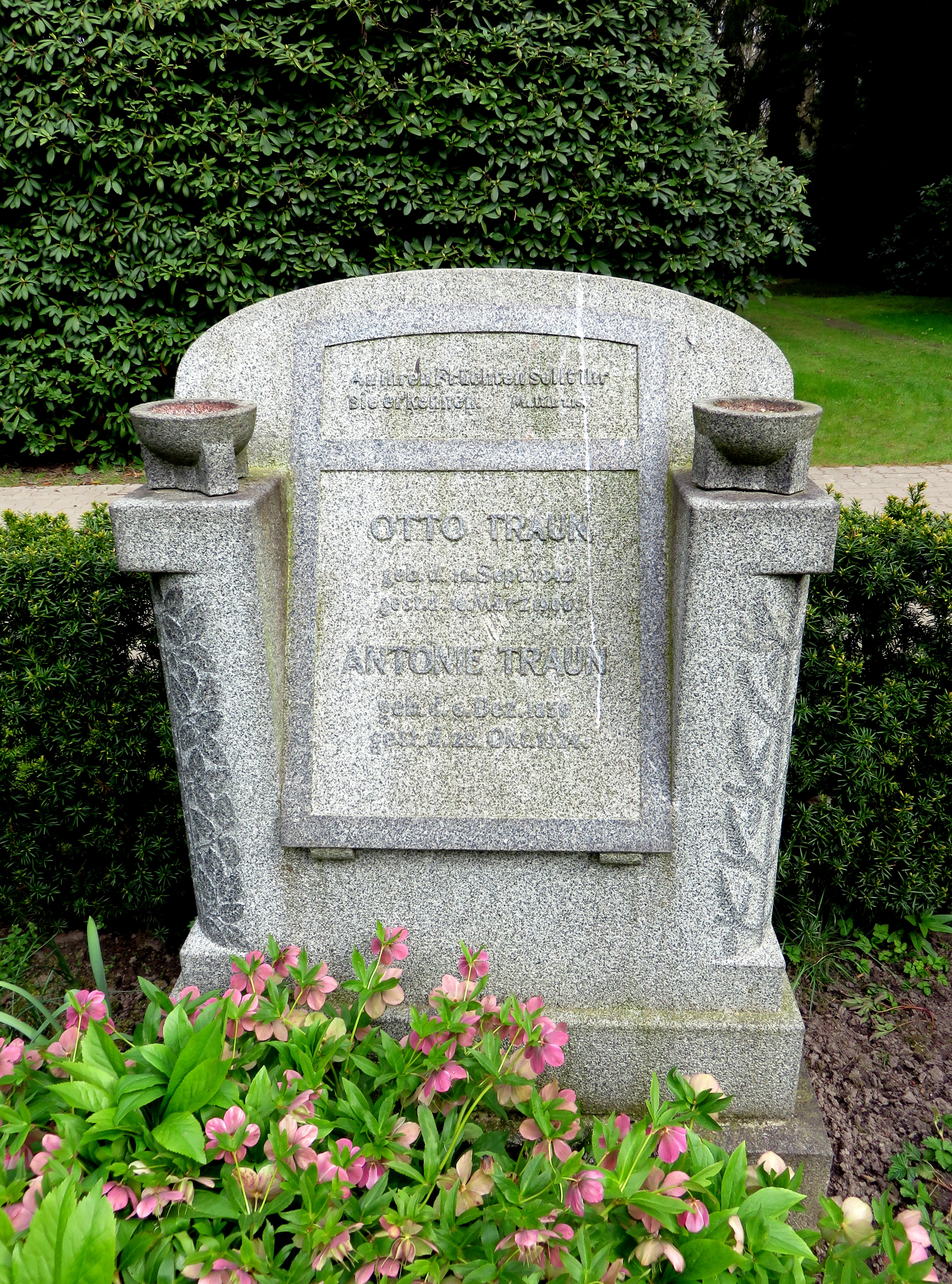
Grabstein im Garten der Frauen auf dem Friedhof Ohlsdorf

Antonie Westphal heiratete 1872 Otto Traun (1842–1906), mit dem sie bis 1889 sechs Kinder hatte, eines starb jedoch früh. Otto Traun war Sohn von Christian Justus Friedrich Traun, einem Hamburger Kaufmann und Fabrikanten; und von Bertha Ronge (geborene Meyer, seit 1851 geschiedene Traun). Ronge war eine bekannte Frauenrechtlerin; spätestens durch sie kam auch ihre Schwiegertochter Antonie Traun in Berührung mit den Anfängen der Frauenbewegung. Ihr Schwager Heinrich Traun war ebenfalls sozial aktiv und gründete Volksheime für die Arbeiter Hamburgs.
1898 trat Traun dem Allgemeinen Deutschen Frauenverein bei. Sie gründete 1900 selbst den Verein der Sozialen Hilfsgruppen als Zweigverein des Hamburger ADF. In diesem Verein organisierte sie gemeinnütziges soziales Engagement durch Hamburger Frauen. 1907 wurde Traun Vorstandsmitglied des ADF. Nach Ausbruch des Ersten Weltkriegs übernahm Traun die Organisation der Bekleidungskammern, die Kleidung für Bedürftige sammelten, aufarbeiteten und verteilten. 1915 gründete sie den Bund Hamburgischer Hausfrauen und 1916 den Stadtbund Hamburgischer Frauenvereine. Ersterer verfolgte das Ziel, die volkswirtschaftlichen Interessen der Frauen zu vertreten; der zweite sollte eine gemeinsame Interessenvertretung der Frauenvereine organisieren. In beiden Vereinen war Traun auch nach Ende des Weltkriegs organisatorisch tätig, wobei sie auf überparteiliche Arbeit Wert legte.
Ihr historischer Grabstein steht im Garten der Frauen auf dem Friedhof Ohlsdorf in Hamburg.